# Daniel Outelet
Daniel Outelet, né le 11 mars 1936 et mort le 13 janvier 1970 à Bruxelles, est un ancien judoka belge.

## Biographie
Touché par la dépression, il se suicide par pendaison en 1970 à l’âge de 34 ans.

## Palmarès
Daniel Outelet a été quatre fois champion d'Europe et sept fois champion de Belgique.